# Сэмюэл, Артур
Артур Самуэль (англ. Arthur Samuel, 5 декабря 1901 — 29 июля 1990) — пионер в области компьютерных игр, искусственного интеллекта и машинного обучения.
Его программа Checkers-playing — одна из первых самообучающихся программ в мире и одна из первых демонстраций базовых понятий искусственного интеллекта.

## Научная работа
Артур Самуэль наиболее известен своей инновационной работой по компьютерным шашкам. Он считал, что обучение компьютера играм очень перспективно для развития тактики, подходящей для решения общих проблем искусственного интеллекта. Для этого он выбрал шашки, потому что их правила относительно просты, но имеют развитую стратегию.
Основой программного механизма было дерево поиска игровых позиций, достижимых из текущего состояния. Так как количество памяти, бывшее в его распоряжении, было ограниченным, Самуэль реализовал то, что теперь называют альфа-бета-отсечением. Вместо того, чтобы искать каждый путь для всего хода игры, Самуэль развивал сложную полиноминальную оценочную функцию, основанную на позиции в любой момент времени. Эта функция пыталась измерить шанс победы для каждой стороны в данной позиции. Оценочная функция учитывала такие вещи как число шашек на каждой стороне, число дамок, проходные шашки, наличие «вилок», количество ходов, которые можно сделать не попадая под бой и т. д.
Программа выбирала ход, основанный на минимаксной стратегии, то есть она делала ход, который максимизировал ценность позиции, предполагая, что противник пытается максимизировать ценность той же самой позиции со своей стороны. Веса оценочной функции подстраивались при игре со стороной, которая просчитывала позицию на большее число ходов и следовательно играла заведомо сильней. Кроме того веса функции подстраивались на основе партий, сыгранных профессиональными шашистами, то есть при вводе позиции из справочника коэффициенты оценочной функции менялись так, чтобы программа выбирала ход сыгранный человеком в этой же позиции.
Для представления позиции Самуэль использовал три 36-битных числа — по одному для представления чёрных и белых шашек, и одно для дамок. Четыре дополнительных бита использовались для контроля выхода за пределы поля. Есть версия, что компьютеры фирмы IBM, где работал Самюэль, имели в то время 36-битную архитектуру именно благодаря Самюэлю.
Самуэль также разрабатывал различные методы, которые должны были сделать его программу лучше. Например, то что он назвал зубрежкой (rote learning), программа помнила каждую позицию, которую уже играла, вплоть до конечного результата игры. Этот метод эффективно расширял глубину поиска в каждой позиции. Более поздние программы Самуэля переоценивали веса оценочной функции, на основе игр профессионалов. Также он заставлял программу играть против самой себя и таким образом самообучаться. Со всей этой работой программа Самуэля достигла достаточно высокого любительского уровня, и была первой способной играть в настольную игру на таком хорошем уровне. Он продолжал разрабатывать программу игры в шашки до середины 1970-х. Его метод обучения через игру продолжал развиваться как для игры в шашки (где в 2007 году компьютер смог исследовать все положения на доске), так и для других игр, таких как шахматы и го.